# Gonarcticus arcticus
Gonarcticus arcticus är en tvåvingeart som först beskrevs av Becker 1907.  Gonarcticus arcticus ingår i släktet Gonarcticus och familjen kolvflugor. Inga underarter finns listade i Catalogue of Life.